# Guthmannshausen
Guthmannshausen település Németországban, azon belül Türingiában. Lakosainak száma 712 fő (2017. december 31.). Guthmannshausen Olbersleben és Buttstädt községekkel határos.

## Népesség
A település népességének változása:

| 2017 | 712 |